# Belokúrija
Belokúrija (del ruso: Белоку́риха) es una localidad termal localizada en el krai de Altái, al margen del río Belokurikha a 250 km al sur de Barnaúl, la capital del krai.

## Demografía
| 1968  | 1979  | 1989   | 1996   | 2002   | 2008   |
| ----- | ----- | ------ | ------ | ------ | ------ |
| 5 700 | 9 200 | 14 400 | 17 400 | 14 533 | 14 526 |